# Clara Nef

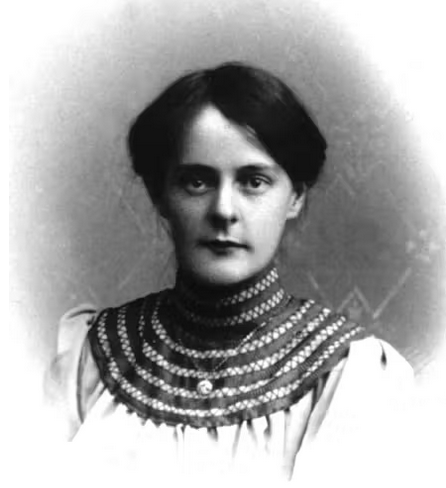
Clara Nef

Clara Nef (geboren am 26. Juni 1885 in Herisau; gestorben am 19. August 1983 ebenda; heimatberechtigt in ebenda) war eine Schweizer Hotelfachfrau und Frauenrechtlerin aus dem Kanton Appenzell Ausserrhoden.

## Leben
Clara Nef war eine Tochter von Johannes Nef und Anna Nef, geb. Hohl. Nef wuchs in Bern auf, bis ihr Vater 1892 an einer Lungentuberkulose jung starb und ihre Mutter wieder in ihren Heimatort Herisau zurückzog, wo Clara Nefs Grossvater Johann Jakob Hohl ein bekannter Geschäftsmann und Politiker war. In Neuenburg erhielt Nef eine Ausbildung an der Handelsschule und entschloss sich, Hotelsekretärin zu werden, zunächst in Davos. 1913 wurde sie Hausdame der herrschaftlichen Villa Cassel auf der Riederalp, bis der Erste Weltkrieg ausbrach.
1914 kehrte Nef nach Herisau zurück und half ehrenamtlich in der Gemeinde mit. Ab 1914 wurde Nef karitativ tätig. Zudem gründeten sie und ihre Schwester ein Brockenhaus. 1916 baute sie die Pro-Juventute-Sektion in Appenzell Ausserrhoden auf und wurde deren Leiterin. 1918 wurde eine kantonale Kommission zur Schulkinderfürsorge gegründet, deren Vorsitz Nef übernahm. Zudem begann sie sich für die Arbeit der Schweizer Frauenbewegung zu interessieren. Sie gründete 1929, im Jahr nach der SAFFA, die Frauenzentrale Appenzell Ausserrhoden. Bis 1963 präsidierte sie diese. Bereits im Gründungsjahr begann die Appenzeller Frauenzentrale mit der Bekämpfung der Frauenarbeitslosigkeit mithilfe von in Heimarbeit angefertigten Bubenhosen. Diese wurden zum Aushängeschild dieser Frauenzentrale und machten Nef überregional bekannt. Im Bund Schweizerischer Frauenvereine war Nef ab 1932 Vorstandsmitglied und während dreier Amtszeiten von 1935 bis 1944 dessen Präsidentin. Von 1944 bis 1947 blieb sie Vizepräsidentin des BSF.
Trotz ihres Engagements in Frauenfragen verteidigte sie vehement die fehlende Gleichberechtigung von Frauen, weil sie der Meinung war, dass Frauen einen „priviligierten Status“ in der Schweiz genossen und die Pflicht hatten, die demokratische Ordnung des Landes zu schützen. So schrieb sie 1936 in einem Zeitungsartikel: „Der tiefste Sinn der Frauenbewegung liegt ja nicht im Fordern von Rechten, sondern in der Bereitschaft, mitzutragen an der Verantwortung, im Wissen um die Pflicht, des schwächern Bruders Hüter zu sein.“ (Clara Nef: Erziehung zum Frieden)
Während des Zweiten Weltkriegs war Nef tätig beim zivilen Frauenhilfsdienst und setzte sich für eine humane Flüchtlingspolitik ein. Zusammen mit Pfarrer Paul Vogt gründete sie 1933 das Evangelische Sozialheim „Sonneblick“ in Walzenhausen, wo sie bis lange nach dem Krieg karitativ engagierte. Von 1937 bis 1948 vertrat sie den BSF in der Kommission Friede und Schiedsgericht beim Internationalen Frauenbund. Ab 1945 bis 1955 war sie Präsidentin des Schweizerischen Bundes abstinenter Frauen.
Im hohen Alter war sie zwar sehbehindert, aber auch mit beinahe hundert Jahren im Vollbesitz der geistigen Kräfte. Sie starb 1983 unverheiratet in ihrem Heimatort.

## Werke
- Clara Nef: Im Fluge unsrer Zeiten: aus meinem Leben. Bern: Blaukreuz-Verlag, Bern 1972.